# Loren Morón
Lorenzo Jesús Morón García (* 30. Dezember 1993 in Marbella), allgemein bekannt als Loren, ist ein spanischer Fußballspieler. Der Stürmer steht seit Juli 2023 beim griechischen Erstligisten Aris Thessaloniki unter Vertrag.

## Karriere
Loren Morón ist der Sohn des gleichnamigen Vaters, der als Fußballspieler ebenfalls als Loren Morón bekannt war. Dieser bestritt in seiner 18-jährigen Karriere als Innenverteidiger über 350 Spiele in der ersten und zweiten spanischen Spielklasse und war unter anderem für UD Salamanca, FC Sevilla und Recreativo de Huelva aktiv. Loren Morón wurde genauso wie sein Vater in der andalusischen Stadt Marbella geboren.
Er spielte für die Jugendmannschaften des CD Peña Los Compadres, UD Marbella und CD Vázquez Cultural, bevor er 2012 zum Viertligisten Unión Estepona wechselte. Dort bestritt er am 1. September 2012 bei der 0:1-Niederlage gegen den CD El Palo sein Debüt im spanischen Herrenfußball. Am 30. September erzielte er beim 4:1-Heimsieg über den FC Vélez sein erstes Pflichtspieltor für Estepona.
Im Januar 2013 kehrte er zu seinem Heimatverein UD Marbella zurück, für dessen Vorgängermannschaft CA Marbella bereits sein Vater gespielt hatte. Mit Marbella schaffte er in seiner ersten Saison 2013/14 den Aufstieg in die drittklassige Segunda División B. Am 8. Juli 2014 wurde für ein Jahr er an den Viertligisten FC Vélez ausgeliehen. Für Vélez traf er in 21 Ligaspielen 14-mal.
Am 29. Januar 2015 wechselte er zum Zweitligisten Betis Sevilla, wo er aber sofort für die Reservemannschaft zugeteilt wurde. Beim B-Team überzeugte er und trug in der Saison 2015/16 mit 13 Toren dazu bei, dass seine Mannschaft den Abstieg verhindern konnte. Nach der Saison wurde sein Vertrag bis 2018 verlängert. Am 14. Mai 2017 erzielte er beim 7:1-Auswärtssieg bei CA Espeleño einen Hattrick.
Am 30. Januar 2018 verlängerte Loren seinen Vertrag bis 2021 und wurde in die erste Mannschaft der Béticos befördert. Bis dahin hatte er in 23 Einsätzen für die Reserve in der dritten Liga 17-mal genetzt. Sein erstes Spiel in der Primera División bestritt er am 3. Februar im Spiel gegen den FC Villarreal, in dem er beim 2:1-Heimsieg beide Treffer erzielte. Auch in seinem zweiten Einsatz gegen Deportivo La Coruña traf er erneut. Ein Doppelpack beim 3:1-Auswärtserfolg bei Deportivo Alavés besiegelte den kometenhaften Aufstieg Lorens in der LaLiga. In seiner ersten halben Saison 2017/18 kam er in 15 Einsätzen auf sieben Ligatore. Am 30. Juli 2018 verlängerte er seinen Vertrag erneut und ist damit bis 2022 an Betis gebunden. Der Vertrag beinhaltet außerdem eine Ausstiegsklausel in Höhe von 60 Millionen Euro. In der Saison 2018/19 erzielte Loren in 33 Ligaspielen sechs Tore.
Die Saison 2019/20 begann für Loren ausgezeichnet. Bereits bei der 1:2-Heimniederlage gegen Real Valladolid am 18. August 2019 (1. Spieltag) konnte er nach seiner Einwechslung einen Treffer markieren. Bei der 2:5-Niederlage gegen den FC Barcelona eine Woche später traf er erneut, sein drittes Saisontor folgte erneut eine Woche später beim 2:1-Heimsieg gegen den CD Leganés. Am 4. Spieltag blieb er beim 1:1-Unentschieden zuhause gegen den FC Getafe nicht nur erstmals ohne Torerfolg in dieser Spielzeit, sondern flog in der 90. Spielminute auch erstmals nach Erhalt der glatt roten Karte vom Platz. Nach seiner Rückkehr schoss er die Béticos mit einem Doppelpack zum 3:1-Heimsieg gegen die UD Levante. Anschließend konnte er seine Torquote nicht aufrechterhalten und verlor deshalb zum Jahreswechsel seinen Stammplatz, wurde aber dennoch regelmäßig eingesetzt. In 36 Ligaspielen traf er in dieser Spielzeit 10 Mal. Am 5. Juni 2020 verlängerte er seinen Vertrag vorzeitig bis Sommer 2024. In der Saison 2020/21 erzielte der Spanier in 26 Ligaspielen ein Tor. Im August 2021 wurde er für eine Spielzeit an Espanyol Barcelona ausgeliehen. Nach einer weiteren Leihe zu UD Las Palmas wechselte er im Sommer 2023 nach Griechenland zu Aris Thessaloniki.